# Línea PSC2 (AUVASA)
La línea PSC2 de AUVASA es una línea laboral. Cruza Valladolid de norte a este uniendo los barrios de Rondilla, Belén, Pilarica y Pajarillos con el polígono industrial de San Cristóbal.

## Frecuencias
| DÍA                | LUGAR DE SALIDA | HORARIOS DE SALIDA |
| ------------------ | --------------- | ------------------ |
| Laborables         | RONDILLA        | 5:15 y 6:15        |
| Sábados y festivos | SIN SERVICIO    | -                  |

- Durante el mes de agosto el único servicio sale a las 6:15.

## Paradas
| Hacia Polígono San Cristóbal                       | Correspondencia con líneas: |
| -------------------------------------------------- | --------------------------- |
| C/ Card. Torquemada fte. antiguo Hosp. Río Hortega | -                           |
| C/ Card. Torquemada esq. Tirso de Molina           | -                           |
| C/ Card. Cisneros esq. San Juan de Ávila           | -                           |
| C/ Cerrada 1 esq. Santa Clara                      | -                           |
| C/ Real de Burgos fte. igl. San Pedro Apóstol      | -                           |
| Pº Prado de La Magdalena 6 fte. Res. Alfonso VIII  | -                           |
| Pº del Cauce fte. Ing. Industriales                | P7                          |
| Pº del Cauce fte. Centro Salud Pilarica            | P7                          |
| Pza. Vadillos fte. 5                               | -                           |
| C/ Cigüeña 41 esq. Villabáñez                      | PSC3                        |
| C/ Cigüeña 21 esq. Tórtola                         | PSC3                        |
| C/ Cigüeña 1 esq. Pº San Isidro                    | PSC3                        |
| C/ Málaga esq. Bilbao                              | -                           |
| Ctra. Soria esq. Pº Juan Carlos I                  | P3                          |
| Ctra. Soria Iveco                                  | P3                          |
| C/ Carraca fte. 41 esq. Ctra. Soria                | P3                          |
| C/ Dulzaina 2 Hospital Río Hortega                 | P3                          |
| C/ Pirita esq. Esmeralda                           | P3                          |
| C/ Pirita 10                                       | P3                          |
| C/ Cobalto 28 esq. Pirita                          | P3                          |
| C/ Cobalto 42 esq. Galena                          | P3                          |
| C/ Cobalto fte. 69 esq. Topacio                    | P3                          |
| C/ Topacio fte. 33                                 | P3                          |
| C/ Topacio 2                                       | P3                          |
| C/ Topacio 42 fte. Plomo                           | P3                          |
| C/ Plomo 1                                         | P3                          |
| C/ Helio 4 esq. Acetileno                          | P3                          |
| C/ Helio 20 esq. Oxígeno                           | P3                          |
| C/ Helio esq. Nitrógeno                            | P3                          |